# Щ
Щ, щ（称呼为 щэ, šče 或 šte）是一个西里尔字母。它本来是 Ш 与 Т 的连字，由格拉哥里字母 šte（ⱋ, ）演变而成。白羅斯語沒有此字母，則以「ШЧ」組合表達，與烏克蘭語的「щ」音值大致相當。

## 字母的次序
在俄语字母中排第27位，在乌克兰语字母中排第30位，在保加利亚语字母中排第26位，在蒙古語西里爾字母中排第29位。

## 音值
在俄语通常為/ɕː/（有時為/ɕʨ/），在乌克兰语为/ʂʈ͡ʂ/，在保加利亚语为/ʃt/，在蒙古語為/ʃt͡ʃ/。

## 转写
把俄语的 Щ 转写做拉丁字母时，通常转作  ，英语把它写成 shch，但德语却写成 schtsch ，是较难译的字母。
在波蘭語，會寫成szcz，但根據其音值，應被寫成 。

## 字符编码
| 字符编码 | Unicode | ISO 8859-5 | KOI-8 | GB 2312 | HKSCS |
| -------- | ------- | ---------- | ----- | ------- | ----- |
| 大写 Щ   | U+0429  | C9         | FD    | A7BB    | C84E  |
| 小写 щ   | U+0449  | E9         | DD    | A7EB    | C86F  |

## 参看
- Ш ш、Т т（西里尔字母）
- Ŝ ŝ（拉丁字母）
- Ś ś（拉丁字母）